# Søhale
Søhale er en lidt diffus bebyggelse i den sydøstlige del af Vester Nebel Sogn i Esbjerg Kommune. Der er ikke tale om noget ejerlav, men en del af ejerlavet Ølufgård m.fl. En stor del af områdets jord var i gamle dage hede, som i dag er opdyrket. I selve Søhale var der oprindeligt (1700-tallet) kun en enkelt gård. I løbet af 1800-tallet og 1900-tallet oprettedes en del nye gårde og mindre ejendomme.